# Armando Izzo
Armando Izzo (Napoli, 2 de março de 1992) é um futebolista italiano que atua como zagueiro. Atualmente defende o Monza.

## Características técnicas
Ele é um zagueiro central do pé direito. Em sua carreira, ele trabalhou principalmente em uma defesa de três vias, um papel que lhe permite explorar seu dinamismo, mesmo na fase ofensiva. Forte em contrastes e bom em antecipar o jogo dos adversários, destaca-se por sua determinação e espírito de sacrifício. Ocasionalmente, ele também pode ser destacado.

## Carreira
Armando Izzo começou a carreira no Napoli, para jogar nas equipes: Triestina, Avellino, Genoa e Torino a partir de 2018.